# 朝鲜独立同盟
朝鲜独立同盟（韓語：조선독립동맹）是一个存在于1941年—1946年、由流亡中国的朝鲜人组成的左翼政治组织。
1941年1月10日，朝鲜青年联合会在八路军总部所在地的晋东南地区成立，由40余名从延安抗日军政大学毕业的朝鲜青年组成。朝鲜青年联合会于1942年7月召开第二次代表大会，并决定改名为“朝鲜独立同盟”。朝鲜独立同盟总部下设分盟，分盟下设支盟。分盟是根据八路军的战略地区而设置的。其秘密组织工作的重点在华北，后逐渐向东北和朝鲜境内发展。1944年底，分盟发展到10个，支盟50多个，仅根据地的盟员达1000余人。
从1942年11月起，朝鲜独立同盟在太行山、延安等地区创办朝鲜革命军政学校，培养了数百名朝鲜籍干部。朝鲜独立同盟还在朝鲜侨民和侵华日军的朝籍士兵中积极开展宣传工作。
1945年8月朝鲜光复后，朝鲜独立同盟的成员返回朝鲜。1946年3月，朝鲜独立同盟改组为朝鲜新民党，金枓奉为领袖。
朝鲜独立同盟的总部先设于太行山地区，后迁至延安，其成员后因此被称作延安派。